# 趙瑚
趙瑚（1946年—），生於中華民國台灣省基隆市（今基隆市），籍貫江蘇，台灣企業家，為鈺創科技、台晶科技與晶豪科技共同創辦人。為台灣DRAM產業的先驅人物。

## 生平
其祖父趙振甫，其父趙春官，其母徐逢茵。家族出身江蘇省東台縣塘壩鎮（今中華人民共和國江蘇省東台市塘壩村），其父於1946年，因任職基隆港務局，攜全家移居台灣。其父曾服務於中華顧問公司，任工務協理。經趙耀東邀請，參與中鋼公司設立，為副總經理。參與設立中鋼結構公司，任董事長，直到1988年退休。
趙瑚就讀於國立台灣大學電機系，1968年取得工學士學位，其同學有毛敘、史欽泰、蔣尚義等人。留學美國，取得普林斯頓大學電機博士，之後進入IBM公司工作，與盧超群成為同事。
1990年，工研院招聘在美國的趙瑚、毛敘、盧超群、陳冠中、丁達剛等五人，參與經濟部次微米計劃，實現DRAM自行量產，並將台灣六吋晶圓技術提升至八吋晶圓。1991年，盧超群與趙瑚等五人共同創辦鈺創科技公司。
1993年，因與董事長盧超群理念不同，趙瑚與毛敘離開鈺創科技，取得美商所羅門集團與聯電的投資，自行創辦台晶科技。
1997年，因與股東意見不同，趙瑚與毛敘離開台晶科技，以自有資金創辦沛訊電子。為了進入新竹科學園區，於1998年另行登記成立晶豪科技。
2003年，因為頸椎舊疾，辭卸晶豪科技董事長職位。於2004年退休，當時財產估計有四億六千萬元。